# Pycnophyes australensis
Pycnophyes australensis är en djurart som tillhör fylumet pansarmaskar, och som beskrevs av Lemburg 2002. Pycnophyes australensis ingår i släktet Pycnophyes och familjen Pycnophyidae. Inga underarter finns listade i Catalogue of Life.